# Zebulon (Geórgia)
Zebulon é uma cidade localizada no estado americano de Geórgia, no Condado de Pike.

## Demografia
Segundo o censo americano de 2000, a sua população era de 1181 habitantes.
Em 2006, foi estimada uma população de 1225, um aumento de 44 (3.7%).

## Geografia
De acordo com o United States Census Bureau tem uma área de
9,1 km², dos quais 9,0 km² cobertos por terra e 0,1 km² cobertos por água. Zebulon localiza-se a aproximadamente 262 m acima do nível do mar.

## Localidades na vizinhança
O diagrama seguinte representa as localidades num raio de 16 km ao redor de Zebulon.